# Beau Crummel and His Bride
Beau Crummel and His Bride è un cortometraggio muto del 1913 diretto da C. Jay Williams.

## Produzione
Il film fu prodotto dalla Edison Company.

## Distribuzione
Distribuito dalla General Film Company, il film - un cortometraggio in una bobina - uscì nelle sale cinematografiche statunitensi l'11 giugno 1913.